# مارک بیلی (بازیکن فوتبال)
مارک بیلی (انگلیسی: Mark Bailey؛ زادهٔ ۱۲ اوت ۱۹۷۶) بازیکن فوتبال اهل بریتانیا است.
از باشگاه‌هایی که در آن بازی کرده‌است می‌توان به باشگاه فوتبال استوک سیتی، باشگاه فوتبال پیتربورو یونایتد، باشگاه فوتبال مکلسفیلد تاون، باشگاه فوتبال وینسفورد یونایتد، باشگاه فوتبال لینکولن سیتی، باشگاه فوتبال روچدیل، باشگاه فوتبال لانکستر، باشگاه فوتبال استافورد رانجرز، و باشگاه فوتبال نورتویچ ویکتوریا اشاره کرد.